# Таві-Таві (острів)
Таві-Таві — філіппінський острів в архіпелазі Сулу між морем Сулу та морем Сулавесі. Розташований на відстані 64 км на схід від Борнео. Головний острів провінції Таві-Таві.
Острів має площу 581 км2, що робить його 20-м за величиною островом Філіппін, а також 3-м за величиною островом в архіпелазі Сулу (після Басілану та Холо). Довжина берегової лінії 152 км. Максимальна висота над рівнем моря 549 метрів.
Острів Таві-Таві має вулканічне походження та неправильну форму. Довжиною близько 55 кілометрів, шириною — від 10 до 23 кілометрів. Рельєф горбистий, покритий лісами з вкрапленнями піщаних пляжів. Адміністративно поділяється на чотири муніципалітети.